# Убийство в «Восточном экспрессе» (телефильм)
«Убийство в „Восточном экспрессе“» (англ. Murder on the Orient Express) — американский детективный фильм, снятый по мотивам одноимённого произведения Агаты Кристи. Изначально он снимался для канала CBS Drama в 2001 году. Главную роль исполнил Альфред Молина.

## Сюжет
Знаменитый детектив Эркюль Пуаро после раскрытия очередного дела в Стамбуле отправляется в Англию поездом «Восточный экспресс». Вместе с ним в поезде едут ещё много людей разных национальностей. Один из них — мистер Ретчетт — просит Пуаро стать его телохранителем. Пуаро отказывает. После их разговора, следующей ночью, Ретчетт найден зарезанным (причём было нанесено двенадцать ударов кинжалом), а поезд застрял ввиду технических неполадок. Владелец компании «Восточный экспресс» мсье Бук просит Эркюля расследовать это убийство. Поначалу Пуаро не может разобраться в преступлении из-за влияния молодой русской девушки Веры Русаковой. Но затем знаменитый частный сыщик находит нить, ведущую к разгадке.

## Роли исполняют
- Альфред Молина — Эркюль Пуаро
- Мередит Бакстер — миссис Хаббард
- Николя Шарган — месье Бук
- Дэвид Хант — полковник Арбетнот
- Адам Джеймс — мистер Маккуин
- Питер Штраусс — мистер Сэмюель Ретчетт
- Наташа Уайтман — мисс Дэбенхейм
- Кай Визингер — Филипп фон Штраус